# 杨国庆 (1936年)
杨国庆（1936年3月—2025年4月26日），男，台湾台北人，中华人民共和国政治人物，曾任中华全国台湾同胞联谊会会长，中华全国归国华侨联合会副主席。

## 生平
1998年3月，第九届全国人民代表大会第一次会议上，他当选为全国人民代表大会常务委员会委员。